# Списък на политическите партии в Гана
Партийната система в Гана е двупартийна с няколко малки партии.

## Парламентарно представени партии
| Партия                          | Места в парламента (2012) | Идеология               |
| ------------------------------- | ------------------------- | ----------------------- |
| Национален демократичен конгрес | 148                       | Социалдемокрация        |
| Нова патриотична партия         | 123                       | Либерален консерватизъм |
| Народен национален конвент      | 1                         |                         |
| независими                      | 3                         |                         |